# Naukšēni (zámek)

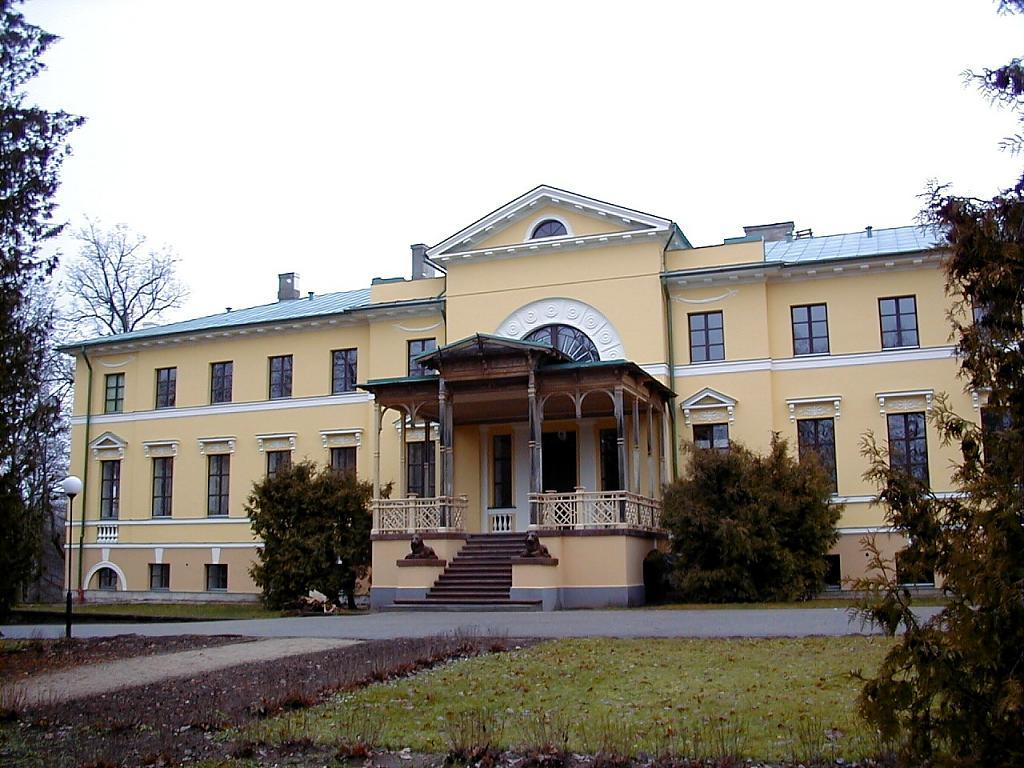
Zámek Naukšēni

Zámek Naukšēni (lotyšsky Naukšēnu muižas pils) je dvoupatrový zámek nacházející se ve farnosti obce Naukšēni, v historickém regionu Vidzeme, na severu Lotyšska. Byl postaven v roce 1820 a v roce 1843 byl zrekonstruován Friedrichem Gottliebem Gläserem v empírovém slohu podle návrhů učiněných jeho pronajímatelem Heinrichem Wilhelmem von Grothem. Dodatečné úpravy byly provedeny koncem 19. století a znovu v roce 1938. V letech 1920 až 1957 budova sloužila jako dětský domov pro chlapce, poté zde do roku 1997 sídlila střední odborná škola. Dnes se zde nachází Naukšēninské vlastivědné muzeum. Je to státem chráněná kulturní památka.